# Marine Corps Martial Arts Program
Le programme Martial Arts Marine Corps (MCMAP) est un système de combat développé par le United States Marine Corps permettant de combiner des techniques de close combat traditionnelles et nouvelles en les combinant avec une formation morale pour constituer un éthos du guerrier. Le programme, qui a débuté en 2001, permet de former les Marines (et le personnel de l'US Navy attaché aux unités des Marines) au combat à mains nues, aux armes blanches, aux armes de circonstance et aux techniques avec baïonnette. Il met également l'accent sur le développement mental et le caractère, y compris l'utilisation responsable de la force, le leadership et le travail d'équipe.

## Histoire

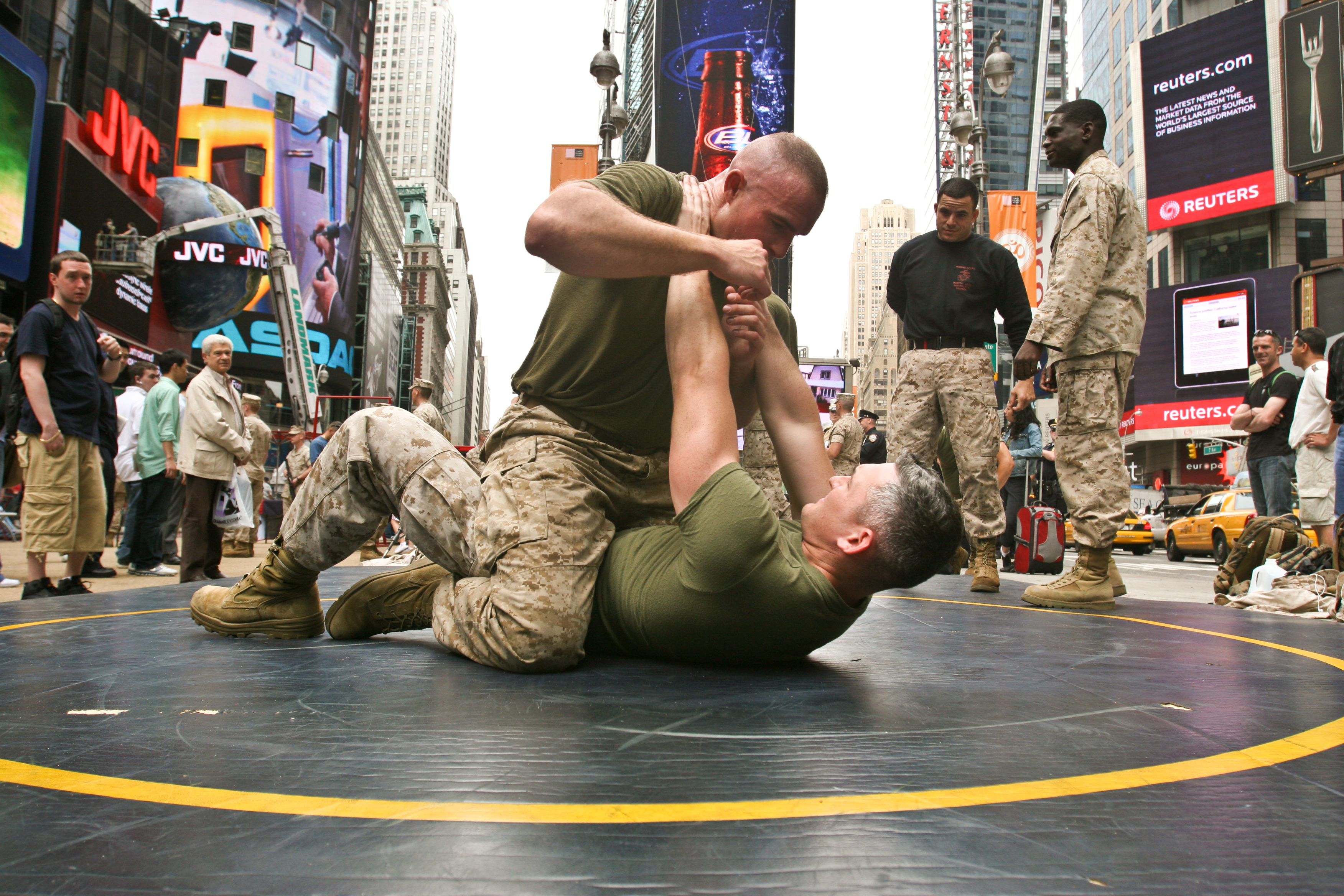
Marines faisant une démonstration de MCMAP à Times Square pour la Fleet Week 2010

Le MCMAP a été officiellement créé par l'Ordre du Corps des Marines 1500.54, publié en 2002, comme une «étape révolutionnaire dans le développement des compétences en arts martiaux pour les Marines et remplace tous les autres systèmes liés au combat rapproché précédant son introduction». Le MCMAP est issu d'une évolution qui remonte à la création du Corps des Marines, à commencer par les capacités martiales des unités embarquées des Marines, qui devaient souvent s'appuyer sur des techniques à base de baïonnette et de sabre d'abordage.
Pendant la Première Guerre mondiale, ces techniques de baïonnette ont été complétées par des techniques de combat à mains nues, qui se sont souvent révélées utiles dans la guerre des tranchées. Entre les deux guerres mondiales, le colonel Anthony J. Biddle commença à mettre au point des techniques de combat à la baïonnette et de combat rapproché basées sur la boxe, la lutte, la savate et l'escrime. Au cours de cette période, les capitaines Wallace M. Greene et Samuel B. Griffith ont appris les techniques de kung-fu des marines sino-américains et ont transmis ces connaissances à d'autres soldats du Marine Corps.
En 1956, au Marine Corps Recruit Depot de San Diego, le lieutenant-colonel Ralph Hayward (capitaine de l'équipe de judo au MCRDSD) a fait du sergent d'artilleur Bill Miller le nouveau sous-officier chargé du combat au corps à corps. Miller a reçu l'ordre d'élaborer un nouveau programme d'études qu'un Marine de 110 ou 210 livres pourrait utiliser pour tuer rapidement l'ennemi. Miller a créé le programme à partir de divers arts martiaux tels que le karaté d'Okinawa, le judo, le taekwondo, la boxe et le ju-jitsu. Chaque recrue des Marines qui est passée par MCRD a été formée au programme de combat de Miller. Cela concernait également les forces d'opérations spéciales de toutes les branches des entités militaires et civiles. Plus tard en 2001, le sergent artilleur à la retraite Bill Miller a reçu la ceinture noire Emeritus «pour avoir été le pionnier des arts martiaux au sein du Corps des Marines des États-Unis ». 
Finalement, ces différentes techniques ont évolué pour devenir le système LINE au début des années 1980. Plus tard, il a été constaté que le système manquait de techniques à utiliser dans des situations qui ne nécessitaient pas de force meurtrière, comme les opérations de maintien de la paix. Le Marine Corps a commencé à chercher un système plus efficace. Le résultat a été le programme d'entraînement au corps à corps du Marine Corps, mis en œuvre en 1997-1999. Le MCMAP a été mis en œuvre dans le cadre d'une initiative du commandant du Corps des Marines à l'été 2000. Le commandant James L. Jones a chargé le lieutenant-colonel George Bristol et le sergent-chef d'artillerie Cardo Urso, avec près de 70 ans d'expérience en arts martiaux à eux-deux, d'établir le nouveau programme d'études du MCMAP.
En juillet 2011, des pratiquants de MCMAP de San Diego ont fait une démonstration pour le Festival des arts martiaux des États-Unis de la KIF (Koyamada International Foundation) au Redondo Beach Performing Arts Center de Redondo Beach, en Californie,.

## Structure et système de ceinture

Ceintures MCMAP

Le programme utilise un système de progression par ceintures colorées similaire à celui de la plupart des arts martiaux. Les différents niveaux de ceintures sont:
- La ceinture de bronze, la ceinture de couleur la plus basse et obtenue pendant l'entraînement de niveau d'entrée, signifie la compréhension de base des disciplines mentales, physiques et de caractère. C'est l'exigence minimale de tous les Marines avec un temps de formation de 27,5 heures, et il n'y a aucune condition préalable. Les recrues reçoivent cette ceinture après avoir passé un test d'application pratique sur toutes les techniques de base de la Tan Belt.
- La ceinture grise est la deuxième ceinture obtenue après 25 heures d'entraînement. Elle démontre une compréhension intermédiaire des disciplines de base. Le Marine doit suivre le cours "Leading Marines" du Marine Corps Institute et la plupart des instructeurs auront besoin d'un rapport sur les Marine Raiders.
- La ceinture verte est la troisième ceinture, nécessitant 25 heures de formation. Cette ceinture signifie la compréhension des fondamentaux intermédiaires des différentes disciplines. Il s'agit du premier niveau de ceinture avec lequel on peut devenir instructeur, ce qui permet d'enseigner les techniques de ceinture beige, grise et verte avec le pouvoir d'attribuer la ceinture appropriée. Les conditions préalables pour cette ceinture incluent une recommandation du supérieur hiérarchique.
- La ceinture brune est le quatrième niveau de ceinture nécessitant 33 heures de formation. Il présente aux Marines les techniques avancées de chaque discipline. De plus, comme pour les ceintures vertes, ils peuvent être certifiés MAI (instructeurs) et enseigner les techniques de la ceinture de bronze à la ceinture brune. Les conditions préalables pour cette ceinture incluent la recommandation du supérieur hiérarchique.
- La ceinture noire 1er degré est la couleur de ceinture la plus élevée et nécessite de dispenser 40 heures de formation sous supervision. Il signifie la connaissance des techniques avancées des différents niveaux. Un instructeur de ceinture noire du 1er degré peut enseigner les principes de base de la ceinture de bronze à la ceinture noire et attribuer la ceinture appropriée. De plus, une ceinture noire peut devenir instructeur-formateur, ce qui l'autorise à enseigner et à attribuer toutes les ceintures, ainsi qu'à enseigner et certifier des instructeurs. Les conditions préalables incluent la recommandation du supérieur hiérarchique.

Il y a cinq degrés supplémentaires de ceinture noire, avec plusieurs des mêmes conditions préalables communes, y compris la nécessité d'avoir la recommandation d'un supérieur, le niveau approprié de qualification professionnelle (de niveau MAI ou MAIT). La ceinture noire du 2e au 6e degré signifie que le titulaire est une autorité du programme d'arts martiaux du Marine Corps. En plus de la condition préalable ci-dessus, chaque ceinture a également ses propres exigences de classement.
Parce que les ceintures sont portées avec l'uniforme utilitaire du Corps, la gamme complète des couleurs de ceinture comme le rouge, le jaune ou le violet est exclue pour des raisons pratiques. Une fois que les Marines ont obtenu leur ceinture verte, ils peuvent suivre un cours de formation supplémentaire (comme ceux des deux écoles d'infanterie) pour devenir instructeur d'arts martiaux (spécialité professionnelle militaire secondaire (MOS) 0916, anciennement 8551).
Les instructeurs MCMAP peuvent former et certifier d'autres Marines jusqu'à leur niveau de ceinture actuel (bien que jusqu'en novembre 2010, ils ne pouvaient certifier des Marines qu'à un niveau inférieur à leur niveau de ceinture actuel). Le statut d'instructeur est indiqué par une bande foncée verticale sur la ceinture MCMAP. Un marine doit avoir suivi au moins le cours d'instructeur d'arts martiaux (MAI) pour progresser au-delà de la ceinture noire du premier degré. Les seuls qui peuvent former un Marine à devenir instructeur sont les instructeurs-formateurs d'arts martiaux de ceinture noire (MAIT). Le statut d'un MAIT est indiqué par une bande rouge verticale sur la ceinture MCMAP et un MOS secondaire de 0917 (anciennement 8552). Pour devenir MAIT, un Marine doit avoir déjà suivi un cours MAI local. Le Marine assiste ensuite au cours MAIT au Martial Arts Center of Excellence situé à Raider Hall au Marine Corps Base de Quantico.
Les techniques MCMAP peuvent être enseignées à d'autres services et à des militaires étrangers, et des ceintures décernées à ceux qui terminent le cours,.

## Disciplines

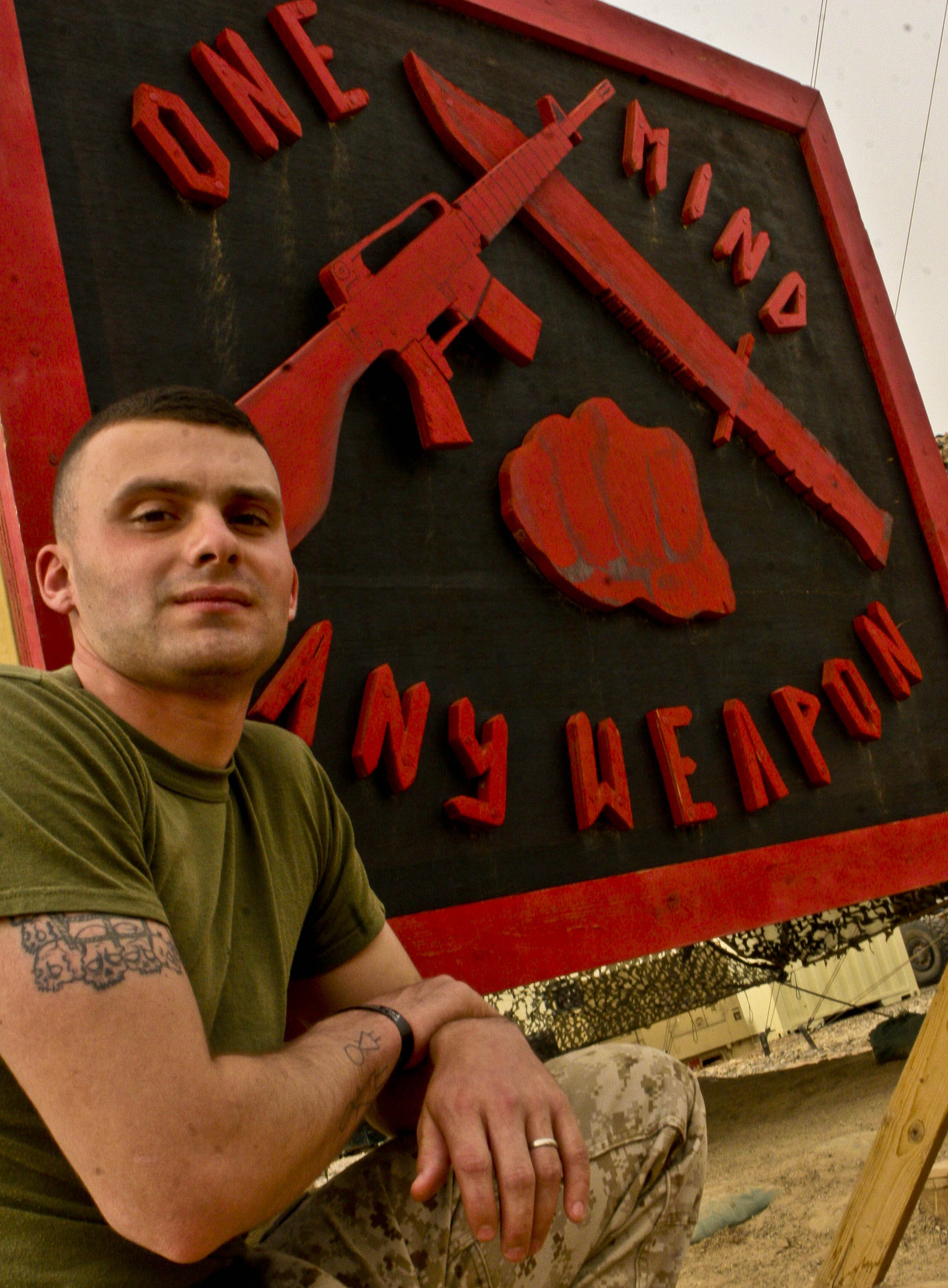
"Un seul esprit, n'importe quelle arme." La devise se concentre sur le développement de la force mentale et physique

"Le MCMAP est une synergie de disciplines mentales, physique et de caractère avec une application à travers le spectre complet de la violence."  Les disciplines sont le fondement du système MCMAP, car elles servent un double objectif. Le MCMAP a été mis en œuvre pour augmenter l'efficacité au combat, ainsi que pour accroître la confiance et les capacités de leadership des Marines. Comme indiqué ci-dessus, les trois disciplines du MCMAP sont le mental, le caractère et le physique. Les marines sont tenus de développer l'esprit, le corps et l'esprit simultanément. La sécurité est également importante, donc des équipements tels que des protège-dents et des coussinets sont utilisés en conjonction avec des techniques telles que la pratique à mi-vitesse et les chutes pour éviter les blessures.
Le commandant du Corps des Marines a récemment déterminé que les disciplines étudiées dans le MCMAP font partie intégrante de la fonction des Marines et avait ordonné que tous les Marines obtiennent une qualification de ceinture de bronze d'ici la fin de 2007. De plus, tous les Marines d'infanterie doivent obtenir une qualification de ceinture verte et les autres armes de combat doivent se qualifier pour une ceinture grise d'ici la fin de 2008.

### Mental
Les études sur les guerriers se concentrent sur les individus qui ont fait preuve d'un courage exemplaire sur le champ de bataille, ainsi que sur l'étude et l'analyse des citations de combat. Les études sur la culture martiale se concentrent sur les sociétés qui produisent des guerriers principalement ou exclusivement. Certaines des cultures martiales étudiées sont les Marine Raiders, Spartans, Zulu et Apache. En étudiant ces cultures, les Marines apprennent les tactiques et les méthodes fondamentales du passé et se reconnectent avec l'éthique guerrière du Marine Corps. Le comportement combatif étudie la violence interpersonnelle, ainsi que les règles d'engagement et le continuum de la force (qui dicte quand et quelle niveau de force peut être utilisée en réponse à la mission, jusqu'à et y compris la force létale). Pour certaines ceintures, les cours PME sont des prérequis. Le développement de cette discipline met également l'accent sur la connaissance de la situation, la prise de décision tactique et stratégique et la gestion des risques opérationnels (ORM).

### Caractère
Le but de cette discipline est de créer des «guerriers éthiques». Il implique une discussion sur les valeurs fondamentales du Marine Corps, l'éthique et la bonne citoyenneté. Un instructeur peut refuser un marine s'il estime que le stagiaire ne possède pas suffisamment l'honneur, le courage et l'engagement. Certaines ceintures nécessitent également l'approbation du commandement avant d'être attribuées. Le continuum de force est discuté, permettant à un Marine d'utiliser de manière responsable la quantité minimale de force nécessaire, y compris la force létale. Les qualités de leadership sont également soulignées.

### Physique
Dans le MCMAP, seule un tiers de la formation concerne les techniques physiques. La discipline physique comprend l'entraînement aux techniques de combat, à la puissance et à l'endurance. Cette discipline comprend également le maintien des compétences et des techniques déjà enseignées, afin d'améliorer les compétences ainsi que de développer les compétences du côté faible. Les combats au sol, le grappling, le pugilat, l'utilisation de mannequins pour le combat à baïonnette et d'autres techniques sont utilisés pour familiariser les Marines avec l'application des techniques utilisées. De plus, la force physique et l'endurance sont testées et améliorées avec diverses techniques qui nécessitent souvent du travail d'équipe ou de la compétition, comme la callisthénie, la course en tenue de combat et les matchs de boxe. Les techniques peuvent également être pratiquées dans l'eau ou dans des conditions de faible luminosité pour simuler le stress au combat.

## Techniques
Le MCMAP tire des influences de plusieurs disciplines dont le jiu-jitsu brésilien, la lutte, le judo, le sambo, le bujinkan ninjutsu, la boxe, la savate, le kickboxing, le karaté isshin-ryu, le muay thai, le taekwondo, le kung fu, l'aïkido, le hapkido, l'eskrima, le sayoc kali, le ju-jitsu, le krav maga.

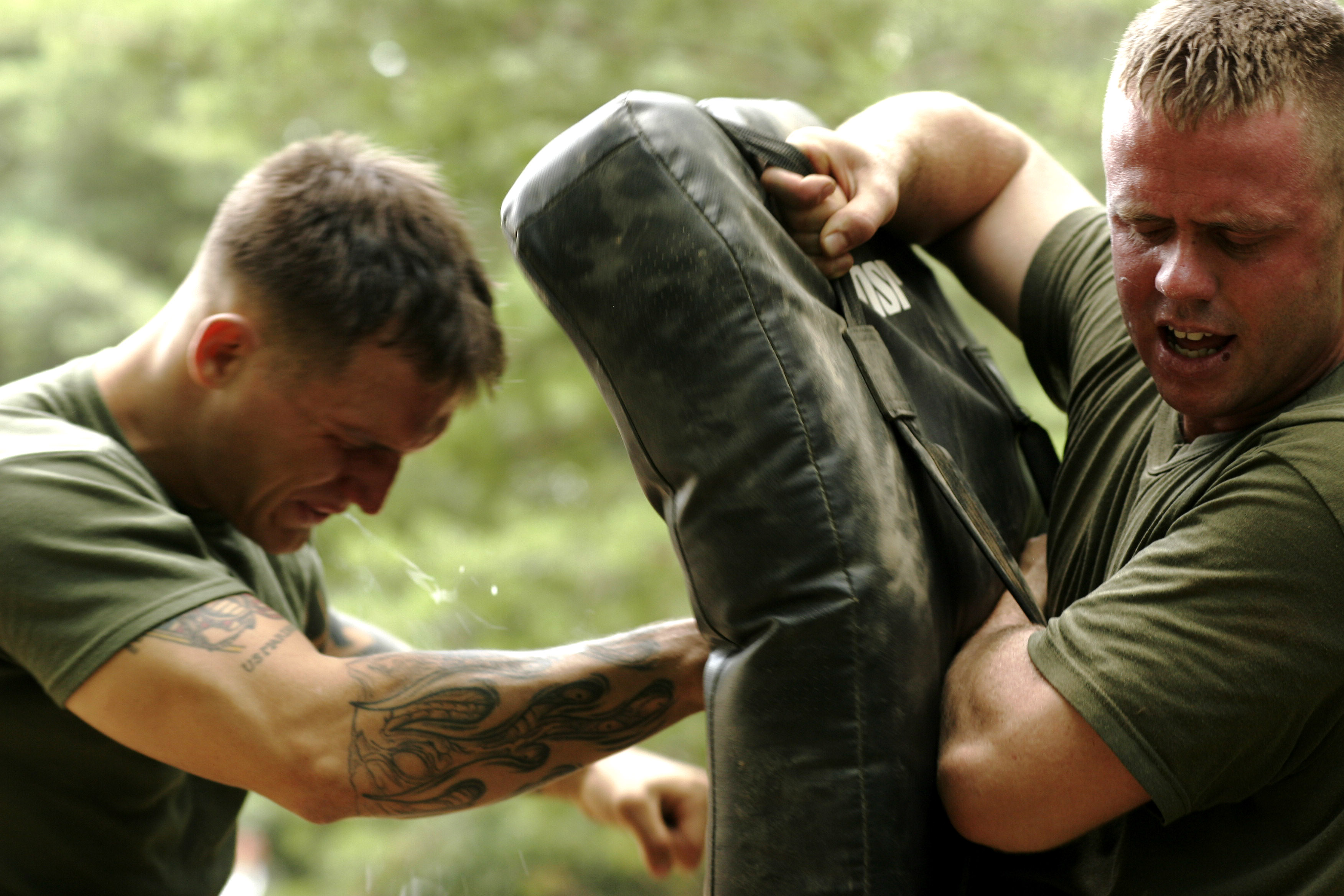
Les Marines pratiquent le MCMAP après avoir été exposés au spray au poivre.

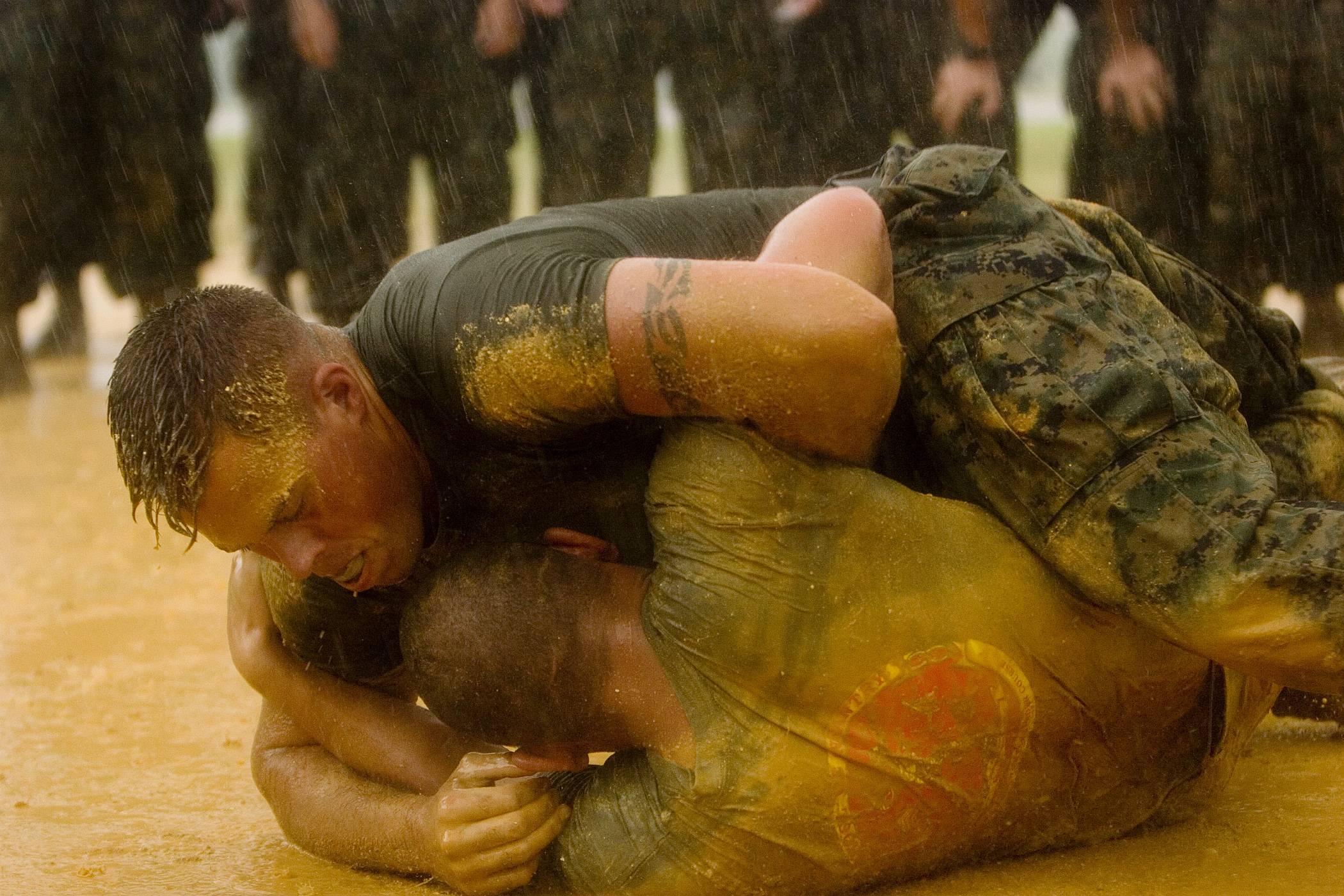
Les Marines pratiquent le combat au sol sous la pluie.

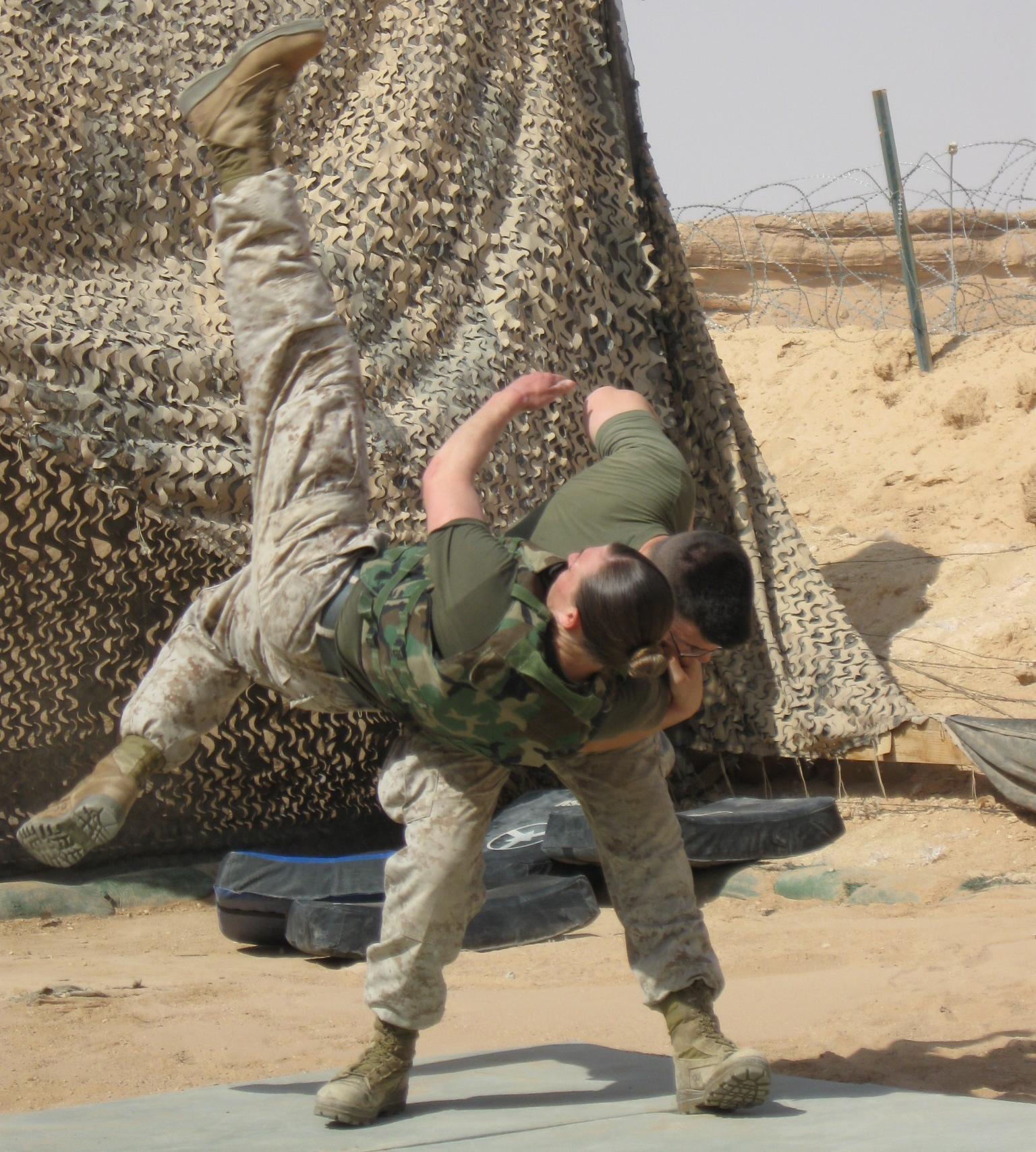
Les marines s'entraînent aux projections.

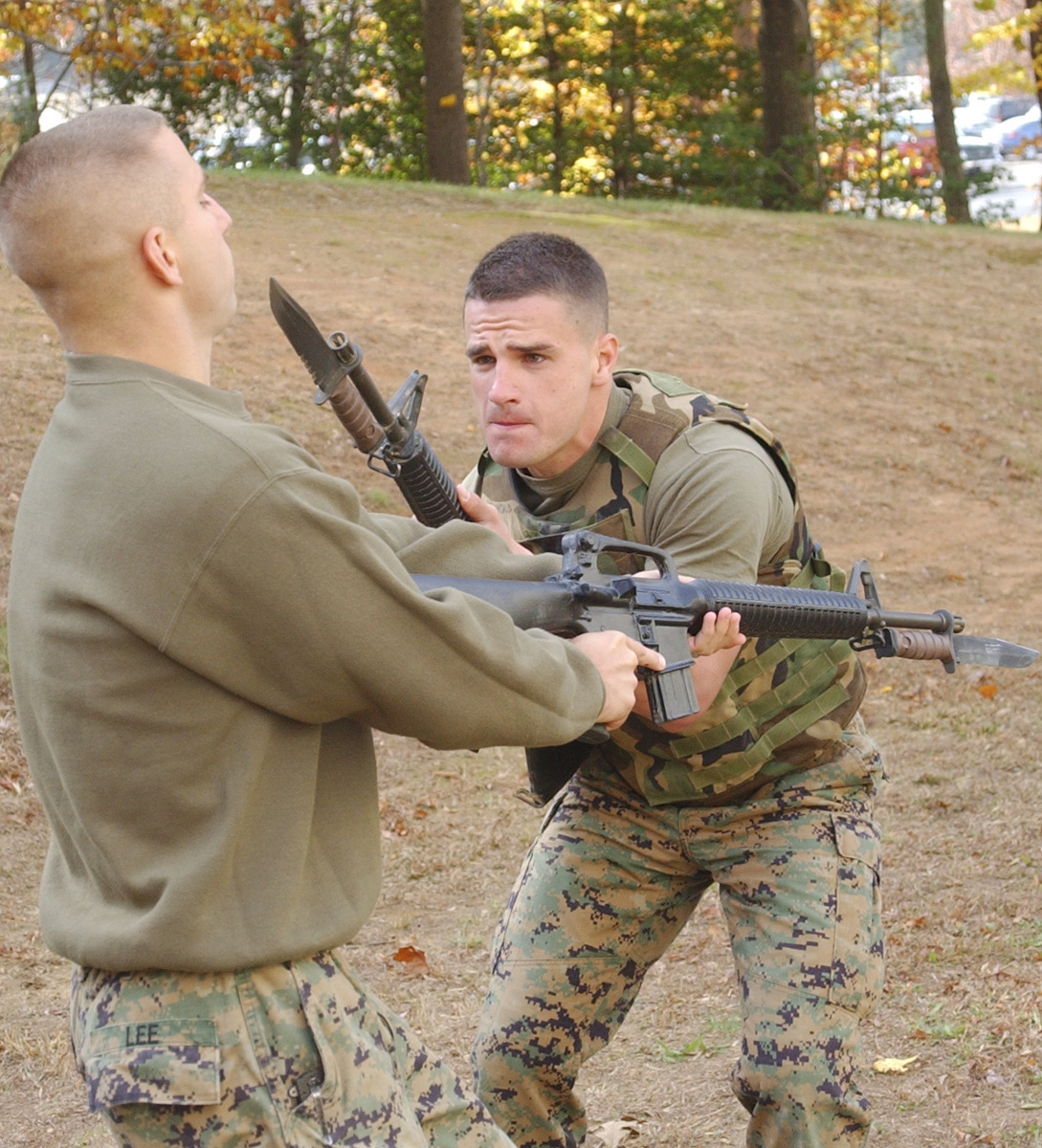
Les marines pratiquent les techniques de baïonnette.

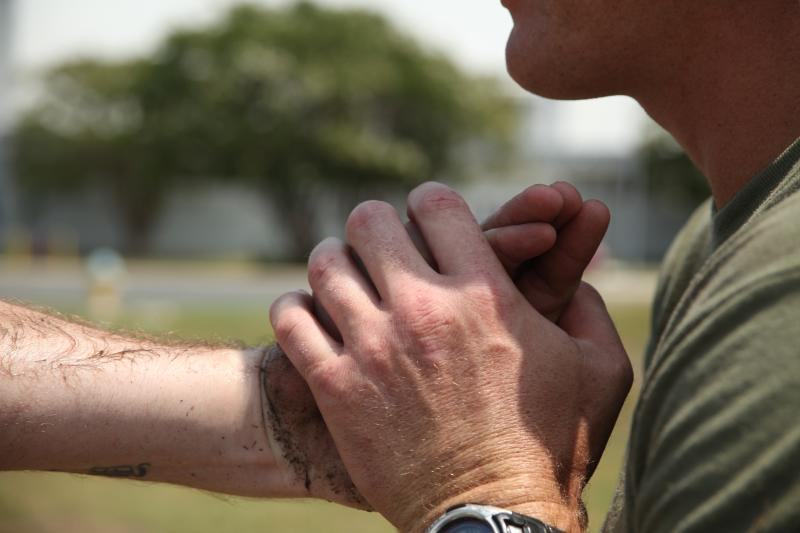
Les Marines pratiquent des manipulations sans armes.

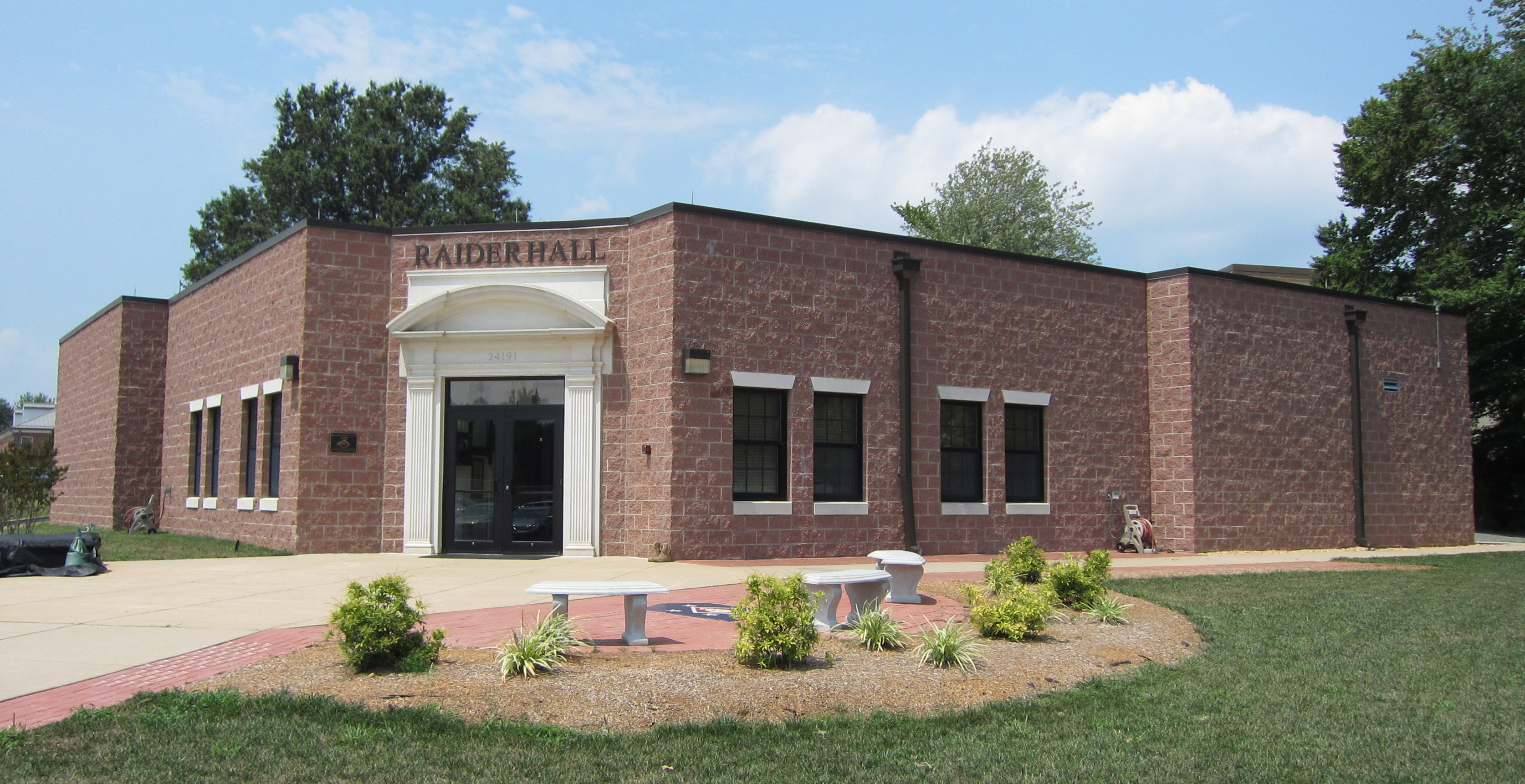
Raider Hall, siège du Marine Corps Martial Arts Center of Excellence.

Les techniques utilisées par le MCMAP varient en degrés de létalité, permettant à l'utilisateur de sélectionner la force la plus appropriée (généralement la moindre). Par exemple, un Marine face à un sujet non violent mais non conforme peut utiliser une contrainte non armée pour forcer la conformité avec un minimum de dommages et de douleur. Un sujet plus agressif peut être traité avec un étranglement, une prise ou une soumission. La force létale peut être utilisée sur un sujet en dernier recours. La majorité des techniques peuvent être défensives ou offensives, avec ou sans arme, permettant aux Marines une flexibilité dans les combats et les opérations autres que la guerre (comme le contrôle civil ou les missions humanitaires, ainsi que l'autodéfense). Un instructeur peut modifier les circonstances de la formation pour mieux correspondre à la mission de l'unité, comme la police militaire s'exerçant après avoir été exposée au gaz poivré.

### Ceinture de bronze
Le programme de la ceinture de bronze se concentre sur le développement des bases du combat armé et non armé. Les élèves commencent par la position de base du guerrier et les chutes enseignées pour la sécurité, puis passent à:
- Coups, uppercuts, directs et crochets de base
- Frappes de base sur le haut du corps, y compris la frappe oculaire, les coups de poing marteau et les coups de coude
- Frappes de base sur le bas du corps, y compris coups de pied, coups de genou et piétinements
- Techniques de baïonnette
- Étranglements, clés articulaires et projections
- Parades et blocages contre les coups, les étranglements et les soumissions
- Contraintes de base non armées et manipulations armées
- Techniques de base du couteau
- Armes d'opportunité de base

Pour obtenir une ceinture de bronzage, l'élève doit obtenir 80%, les élèves ne peuvent pas échouer plus de 10 techniques. Si un étudiant échoue au test, il doit attendre au moins 24 heures avant de refaire le test. Le programme de la ceinture de bronzage fait partie de l'école de base des recrues.

### Ceinture grise
Le programme de la ceinture grise développe les techniques de base avec:
- Techniques intermédiaires à la baïonnette
- Frappes intermédiaires du haut du corps, y compris les coups du tranchant de la main et les coups de coude
- Frappes intermédiaires du bas du corps, notamment coups de pied, coups de genou et piétinements
- Étranglements, clés articulaires et projections
- Parades et blocages contre les coups, les étranglements et les soumissions
- Contraintes intermédiaires non armées et manipulations bras / poignet
- Techniques intermédiaires au couteau
- Combat au sol de base
- Techniques intermédiaires avec armes d'opportunité

En plus des nouvelles techniques apprises, l'apprenant doit montrer sa connaissance de la ceinture précédente en exécutant 5 techniques de la ceinture bronze. Si un élève exécute l'une des 5 techniques de manière incorrecte, l'élève échoue à l'évaluation. Pour obtenir une ceinture grise, l'élève doit obtenir 80%, les élèves ne peuvent pas échouer plus de 10 techniques. Si un étudiant échoue au test, il doit attendre au moins 24 heures avant de refaire le test.

### Ceinture verte
- Techniques de couteau intermédiaires
- Techniques intermédiaire d'armes d'opportunité et blocages
- Combat au sol intermédiaire avec clefs de bras
- Formation intermédiaire à la baïonnette
- Frappes intermédiaires (de côté)
- Projections intermédiaires (épaule)
- Coups sur le bas du corps
- Blocage de coups
- Manipulations articulaires non armées avec maîtrise de la douleur

### Ceinture marron
- techniques avancées de baïonnette
- combat au sol avancé et étranglements
- projections avancées
- techniques de combat déséquilibré (mains nues vs armes)
- désarmement des armes à feu
- techniques avancées de couteau

### Ceinture noire 1er degré
- techniques avancées de baïonnette
- étouffements, prises et projections avancés
- combat au sol avancé
- techniques de base contre les armes à feu
- coups avancées sur le haut du corps
- techniques avancées de couteau
- points de pression
- armes improvisées
- contre attaque

### Ceinture noire 2e degré
- fusil contre fusil
- arme courte contre fusil
- non armé contre fusil

### Articles
- (en) Joe A. Figueroa, « Guru's Teaching Inspired Commandant's Martial Arts Program », United States Marine Corps,‎ 29 mars 2001.
- (en) Joseph C. Shusko, « The Ethical Warrior of the 21st Century », Marine Corps Association,‎ février 2007, p. 20–23 (lire en ligne).
- (en) Jack E. Hoban, « The Ethical Marine Warrior », Marine Corps Association,‎ septembre 2007, p. 36–43 (lire en ligne).
- (en) Greg Jaffe, « A Few Good Men Try the Marine Martial Art, and Take on 2 Gurus », The Wall Street Journal,‎ 9 octobre 2000 (lire en ligne, consulté le 26 juin 2010).

### Ressources numériques
- (en) « MCO 1500.59: Marine Corps Martial Arts Program (MCMAP) », United States Marine Corps, 15 novembre 2010 (consulté le 7 janvier 2011).
- (en) « MCO 1500.54A: Marine Corps Martial Arts Program », United States Marine Corps, 16 décembre 2002 (consulté le 26 juin 2010).
- (en) « MCRP 3-02B: Close Combat », United States Marine Corps, 12 février 1999 (consulté le 26 juin 2010).
- (en) « MCO 1510.122A: Individual Training Standards (ITS) System for the Marine Corps Martial Arts Program », United States Marine Corps, 3 décembre 2002 (consulté le 26 juin 2010).
- (en) « NAVMC 2933: MCMAP Training Log », United States Marine Corps (consulté le 26 juin 2010).
- (en) Mack Corbin, « History of the Marine Corps Martial Art Program », Fight Times (consulté le 26 juin 2010).
- (en) Joe A. Figueroa, « Old Breed of Martial Artists Still Kicking », United States Marine Corps, 29 mars 2001 (consulté le 26 juin 2010).
- (en) Jack E. Hoban, « Developing the Ethical Marine Warrior », Marine Corps Association (consulté le 26 juin 2010).
- (en) Stuart Taylor, « Marines' martial arts training aims to make the tough tougher », Government Executive, 4 janvier 2002 (consulté le 26 juin 2010).
- (en) « The History of Marine Corps Martial Arts », History (U.S. TV channel), 21 septembre 2007 (consulté le 26 juin 2010).
- (en) « Master Fights Marine Corps Martial Arts », The History Channel, 21 septembre 2007 (consulté le 26 juin 2010).